# Pável Bátov
Pável Ivánovich Bátov (en ruso: Па́вел Ива́нович Ба́тов; Filisovo, Imperio ruso, 20 de mayojul./ 1 de junio de 1897greg.-Moscú, Unión Soviética, 19 de abril de 1985)  fue un oficial militar del Ejército Rojo durante la Segunda Guerra Mundial y luego, fue dos veces nombrado Héroe de la Unión Soviética. Batov luchó en la Primera Guerra Mundial, donde recibió dos veces la Cruz de San Jorge. Después de ser herido en 1917, fue enviado a una escuela en Petrogrado y se unió a los bolcheviques. Luchó en la Guerra civil rusa y se convirtió en asesor de la XII Brigada Internacional durante la Guerra civil española. Durante la Segunda Guerra Mundial, comandó el 51.º Ejército en Crimea. En 1942, se convirtió en comandante del 3.er Ejército y luego del 4.º Ejército de Tanques, que poco después pasó a llamarse 65.º Ejército, permaneció al mando de este último ejército durante el resto de la guerra. Después de la guerra, comandó el Distrito Militar de los Cárpatos.

## Biografía

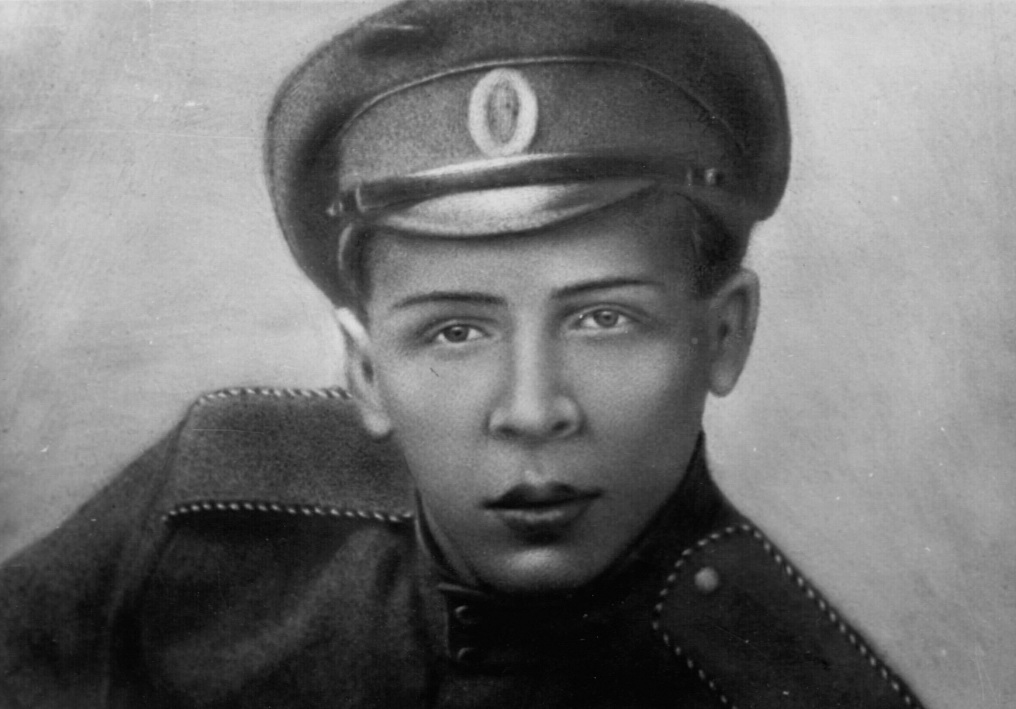
Pável Bátov en 1916

Pável Bátov nació el 1 de junio de 1897 en la localidad de Filisovo situada en el raión de Rýbinsk de la gobernación de Yaroslavl (Imperio ruso) en el seno de una familia muy numerosa de campesinos pobres, solo estudió dos años en la escuela primaria en el pueblo vecino de Sretenye, donde aprendió a contar, leer y a escribir. Comenzó su carrera militar durante la Primera Guerra Mundial. En 1915, cuando se alistó voluntario en un comando de estudiantes y luego se desempeñó como explorador en el 3.er Regimiento de Infantería de la Guardia Leib. Durante este periodo, mostró una valentía considerable y fue galardonado dos veces con la Cruz de San Jorge y con dos medallas menores. Después de ser herido en combate en 1917, fue asignado a una escuela para suboficiales en Petrogrado, donde el agitador político A. Savkov lo incorporó al movimiento bolchevique.
Sirvió durante cuatro años en el Ejército Rojo durante la guerra civil, inicialmente como artillero y también como subjefe militar del Comité Militar de Rýbinsk, su primer trabajo de estado mayor. Entre 1918 y 1919 participó en la represión de los levantamientos en Rýbinsk y Yaroslavl. Desde 1919: fue asistente del comandante de la compañía, luego comandante de la compañía. Como parte del 320.º Regimiento de Infantería, participó en numerosas batallas contra las tropas blancas del barón Piotr Wrangel, comandante del Ejército del Caucaso, y en la liberación de Crimea.
En 1926, se le dio el mando de una compañía y, ese mismo año, fue elegido para asistir a los cursos de tiro y entrenamiento táctico avanzado para comandantes, conocidos popularmente como curso Vystrel, del Ejército Rojo, donde conoció a muchos futuros oficiales superiores del Ejército Rojo en tiempos de guerra. En 1929 se unió al Partido Comunista —en esa época conocido como Partido Obrero Socialdemócrata de Rusia (bolchevique)—. Después de la guerra, en 1927, fue ascendido a comandante de un batallón de la prestigiosa 1.ª División de Fusileros Proletarios de Moscú. Sirvió en esta unidad durante los siguientes nueve años, y en 1934 fue ascendido al mando del 3.º Regimiento. Su comandante de división en 1936 escribió:

El camarada Batov ha estado al mando de un regimiento durante más de tres años. En el transcurso de ese tiempo, el regimiento ha ocupado el primer lugar de la división en todas las categorías de combate y entrenamiento político. En entrenamiento táctico, el regimiento se destaca como excelente; Siempre envié el regimiento en el eje principal de combate.

Por su alto desempeño en el combate y formación política, el 14 de mayo de 1936, fue condecorado con la Orden de la Insignia de Honor. Al mismo tiempo, estudió por correspondencia en la Academia Militar Frunze, donde se graduó en 1936.

### Guerra civil española

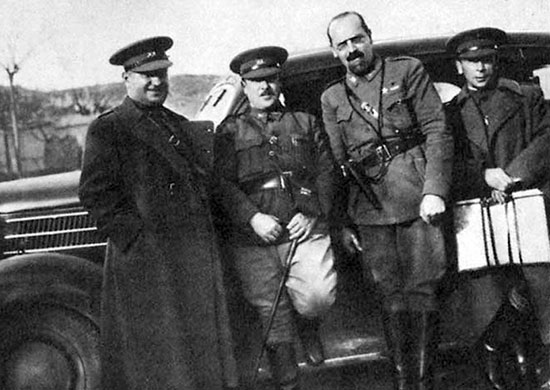
Miembros de la XII Brigada Internacional durante la guerra civil española: de izquierda a derecha, el búlgaro Ferdinand Kozovski, el húngaro Máté Zalka, el italiano Luigi Longo y el ruso Pável Bátov en una foto de 1937.

En 1936, se ofreció como voluntario para el servicio en la Guerra civil española, bajo el nom de guerre de Pablo Fritz. Primero se desempeñó como asesor militar del comunista húngaro Máté Zalka, quien comandaba la XII Brigada Internacional que defendía los accesos a Madrid. Luchó en el frente de Teruel y fue herido dos veces y obtuvo como resultado sus primeras Órdenes de Lenin y de Bandera Roja. Tras recuperarse, combatió en la batalla del Jarama, a las órdenes de Aleksandr Rodímtsev, en la batalla de Guadalajara y en el frente de Aragón. Después de ser gravemente herido en junio de 1937, fue evacuado a la Unión Soviética. Por la finalización exitosa de las asignaciones, el coraje y el heroísmo mostrados en España, recibió la Orden de la Bandera Roja el 3 de enero de 1937 y el 4 de julio de 1937, la Orden de Lenin.

### Ocupación de Polonia y Guerra de Invierno
Al regresar a la Unión Soviética en diciembre de 1937, comandó sucesivamente el 10.º Cuerpo de Fusileros y el 3.er Cuerpo de Fusileros, este último lo lideró durante la invasión soviética de Polonia en septiembre de 1939. El cuerpo luego se transfirió al frente finlandés y luchó en la segunda fase (febrero - marzo de 1940) de la Guerra ruso-finlandesa en el sector del istmo de Carelia integrado en el 13.º Ejército. Por sus servicios en la guerra contra Finlandia, Batov recibió una segunda Orden de Lenin, además fue ascendido a comandante de división (Komdiv) y, el 4 de junio, a teniente general. En abril de 1940 fue nombrado subcomandante del Distrito Militar del Trascaucaso. Al producirse la invasión alemana de la Unión Soviética estaba en lo más profundo del sur de la URSS.

### Segunda Guerra Mundial
En junio de 1941, fue enviado a Crimea donde, el 9 de junio de 1941, asumió el mando del 9.º Cuerpo Independiente de Fusileros, que comprendía las 105.ª y 156.ª Divisiones de Fusileros y la 32.ª División de Caballería, con una fuerza total de unos 35 000 soldados y oficiales, sobre cuya base se formó más tarde el 51.º Ejército Independiente el cual estaba directamente subordinado al Cuartel General del Alto Mando Supremo (VGK). El coronel general Fiódor Kuznetsov estaba al mando del ejército, mientras que Pável Bátov era su adjunto. Este cuerpo era la única formación importante del Ejército Rojo en Crimea al estallar la Operación Barbarroja y Batov había llegado a su cuartel general en Simferópol apenas dos días antes de que se iniciara las operaciones bélicas.
El ejército recibió la tarea de evitar que el enemigo ocupara Crimea. A finales de septiembre, el 11.º Ejército alemán pasó a la ofensiva en el sector del istmo de Perekop, atravesó las defensas del conocido como «Muro turco» y, después de rechazar un débil contraataque del grupo operativo de Bátov, venció la resistencia del 9.º Cuerpo de Fusileros en las posiciones de Ishun y desmembró las tropas soviéticas. Los restos del 51.º Ejército fueron expulsados a la península de Kerch, desde donde fueron evacuados a Tamán a mediados de noviembre. Más tarde, en 1941, fue nombrado subcomandante del 51.º Ejército y, tras la evacuación de ese ejército de la península de Kerch, fue ascendió a comandante de dicho ejército. Aunque Crimea se había perdido, Batov fue exonerado por Stalin.

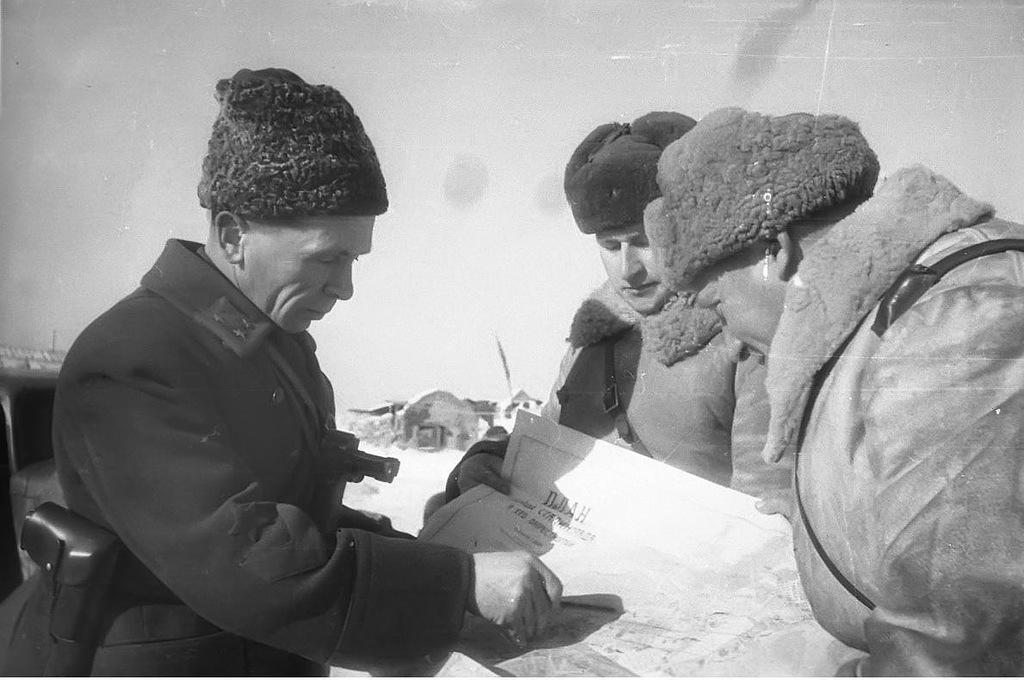
El comandante del 65.º Ejército Pável Bátov (izquierda) con varios oficiales de su Estado Mayor en el área de Stalingrado en el invierno de 1942/1943

En enero de 1942, se unió al Frente de Briansk como comandante del 3.er Ejército, y luego como subcomandante de entrenamiento del Frente, sus deberes incluían revisar la retaguardia de la línea del frente para identificar la posibilidad de reponer unidades de combate. El frente estaba bajo el mando del teniente general Konstantín Rokossovski, este último señaló que Batov prefería el mando activo a «sentarse en el cuartel general», y que su función actual era «una carga» para él. Bátov y Rokossovski formaron un vínculo profesional y personal que duraría más allá de la muerte de este último en 1968, Bátov continuaría sirviendo bajo el mando de Rokossovski hasta el final de la guerra.
El 22 de octubre de 1942, fue trasladado al mando del 4.º Ejército de Tanques en los accesos a Stalingrado, en sustitución del mayor general Vasili Kriuchenkin. Este ejército, pronto rebautizado como 65.º Ejército, formó parte del Frente del Don de Rokossovski. Durante las fases iniciales de la operación Fall Blau.
Batov permaneció al mando del 65.º Ejército durante toda la Batalla de Stalingrado y operaciones subsiguientes. Ayudó a planificar la contraofensiva soviética, la Operación Urano, proporcionando información de inteligencia clave al general Zhúkov con respecto a los límites entre las fuerzas alemanas y rumanas. Su ejército formó parte de la fuerza de ataque clave en esta ofensiva y en la posterior Operación Anillo, que redujo y derrotó a las fuerzas del Eje rodeadas en la bolsa de Stalingrado. Rokossovski escribió más tarde, sobre su comportamiento en combate:

[Él] mostró una excelente iniciativa con un grupo de operaciones móvil improvisado[...] Al atacar el flanco y la retaguardia del enemigo, el grupo de operaciones aseguró el rápido avance de las otras unidades.

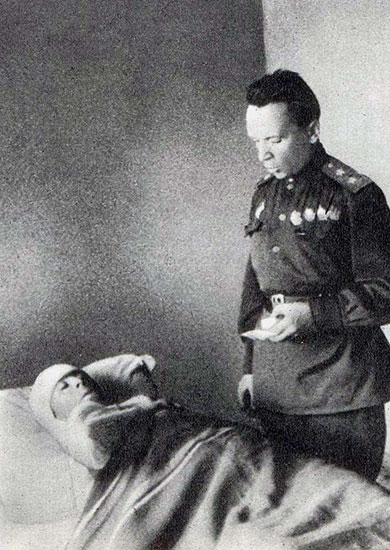
El teniente general Pável Bátov condecora a un soldado herido en el verano de 1943

Por el hábil liderazgo del ejército durante la Batalla de Stalingrado, el 28 de enero de 1943, fue galardonado con la Orden de Suvórov de 1.er grado. Después de esta victoria, a principios de febrero de 1943, el 65.º Ejército se retiró a la reserva del Cuartel General del Alto Mando Supremo y luego se trasladó al noroeste, reuniéndose con Rokossovski como parte de su nuevo Frente Central. Aprovechando el éxito, el Frente estaba presionando con fuerza contra el débil 2.º Ejército alemán al oeste de Kursk, cuando fue detenido por la raspútitsa primaveral y los éxitos alemanes alrededor de Járkov, al sur. En julio de 1943, el ejército de Bátov formó parte del Frente de Rokossovski durante la Batalla de Kursk, en un sector secundario, y en las operaciones de explotación que siguieron a la derrota alemana. Desde agosto hasta octubre, el 65.º Ejército forzó los cruces de los ríos Sev, Desná, Sozh y finalmente el Dniéper, lo que le valió a Batov y su ejército una reputación formidable en las operaciones de cruce de ríos.
La unidad al mando de Rokossovski primero pasó a llamarse Frente Bielorruso y luego como Primer Frente Bielorruso. En junio de 1944, el ejército de Batov participó en importantes operaciones estratégicas en Bielorrusia, durante la operación Bagratión. En un conocido enfrentamiento en la etapa de planificación, Rokossovski convenció a Stalin de que, dado el terreno, era mejor asestar dos fuertes golpes contra las fuerzas alemanas que uno solo. Contaba con la capacidad de Bátov para dirigir a su ejército a través de regiones pantanosas aparentemente inaccesibles al sur de Bobruisk, utilizando caminos hechos con troncos de madera, zapatos para pantanos fabricados artesanalmente y otros medios. El 65.º Ejército no defraudó y, en pocos días, el 9.º Ejército alemán fue rodeado y destruido en su mayor parte. Por su actuación, Bátov fue ascendido a coronel general.
El 65.º ejército cruzó el río Bug el 22 de julio y continuó avanzando con el objetivo de cruzar el río Narev, al norte de Varsovia, el 4 de septiembre. Finalmente después de meses de intensos combates la operación Bagration se había quedado sin fuerza, pero el ejército de Bátov contuvo fuertes contraataques alemanes contra la cabeza de puente de Narev durante más de dos meses. Después de esto, el comando de Rokossovski pasó a llamarse Segundo Frente Bielorruso y el frente comenzó a acumular fuerzas en la cabeza de puente para lanzar una nueva ofensiva en enero, la Ofensiva del Vístula-Óder. Durante esta nueva ofensiva, el 65.º Ejército forzó un cruce del río Vístula a principios de febrero. Rokossovski señaló más tarde:

Estuve con el 65.º Ejército desde Stalingrado y tuve amplia oportunidad de observar las espléndidas cualidades de combate de sus hombres, comandantes y, por supuesto, Pável Bátov, un soldado valiente y talentoso.

La ofensiva de invierno impulsó al ejército de Bátov al este de Alemania, alcanzando finalmente al río Oder, cerca de la localidad de Stettin (actual Szczecin), donde una vez más se vio obligado a cruzar un río difícil en abril de 1945. Los funcionarios de la ciudad se rindieron a la 193.ª División de Fusileros de Bátov el 26 de abril.

### Posguerra

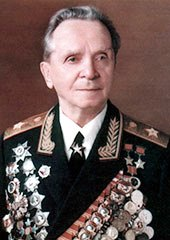
El general del ejército Pável Bátov en una foto posterior a la guerra

Después de la guerra, ocupó varios altos cargos militares. En el verano de 1945, fue designado para comandar el 7.º Ejército Mecanizado en Polonia y, a medida que se desarrollaba la desmilitarización del Ejército Rojo tras la guerra, del 11.º Ejército de Guardias, con sede en Kaliningrado, en 1947. En 1949, se convirtió en primer comandante adjunto del Grupo de Fuerzas Soviéticas en Alemania, durante un breve período antes de asistir a la Academia del Estado Mayor de las Fuerzas Armadas de la URSS. Durante este tiempo también se convirtió en un prolífico escritor sobre teoría militar. Su tratado sobre operaciones de cruce de ríos todavía se consulta hasta el día de hoy.
De 1955 a 1958, se convirtió en el comandante del Distrito Militar de los Cárpatos. En este período, participó en la represión de la revuelta húngara de 1956. Fue transferido para comandar el Distrito Militar del Báltico (1958-1959), en noviembre de 1959, fue nombrado asesor militar principal en el Ejército Popular de Liberación de China, en enero de 1961 fue nombrado inspector militar en el Grupo de Inspectores Generales del Ministerio de Defensa de la URSS, un puesto meramente honorífico. En agosto de 1960 volvió a asumir un puesto de mando al ser nombrado comandante del Grupo de Fuerzas del Sur en Hungría (1960-1962) y, finalmente, fue nombrado jefe de Estado Mayor Adjunto de las Fuerzas del Pacto de Varsovia (1962-1965), en sustitución del difunto general Alekséi Antónov.
Bátov renunció como oficial activo del ejército soviético en 1965, pero continuó trabajando como inspector en el Grupo de Inspectores Generales del Ministerio de Defensa de la URSS y de 1970 a 1981 como jefe del Comité de Veteranos Soviéticos. Escribió sus memorias durante este tiempo Siguió siendo un amigo personal cercano de Konstantín Rokossovski hasta la muerte de este último en 1968, y se le confió la tarea de editar y publicar las memorias de su ex comandante. Además fue diputado de las I, II, IV y VI convocatorias del Sóviet Supremo de la Unión Soviética (1938-1950 y 1954-1966).
Aunque en su mayoría desconocido para el público en general, Bátov tenía una merecida reputación de competencia y se encuentra entre el numerosos grupo de generales talentosos que, después de sobrevivir a la primera parte de la guerra soviético-nazi, contribuyeron en gran medida a la victoria final sobre el nazismo. Le gustaba decir: «Uno debe vencer al enemigo hábilmente, y eso significa con poca sangre». Una evaluación de la inteligencia occidental durante la posguerra lo resumió de la siguiente manera:

Durante la Segunda Guerra Mundial, Bátov disfrutó de mucha confianza y gran respeto por parte de las tropas bajo su mando porque era uno de los pocos oficiales superiores que iba al frente durante las batallas y conversaba con los soldados. Fue muy admirado por los soldados por este mismo hecho. Demostró ser un líder militar capaz y talentoso y maestro de tropas durante la guerra.

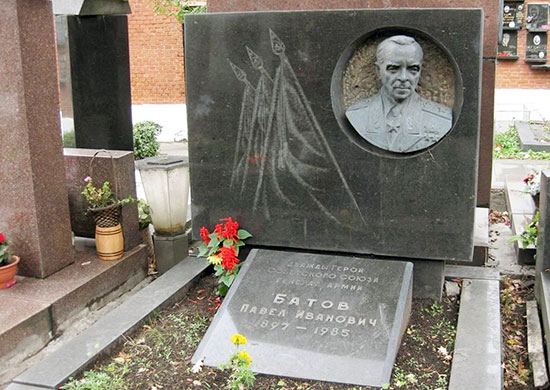
Tumba del general del ejército Pável Bátov en el cementerio Novodevichi en Moscú.

Pável Bátov murió el 19 de abril de 1985 en Moscú y fue enterrado en el cementerio Novodévichi de la capital moscovita.

## Promociones
- Kombrig (8 de julio de 1937)
- Komdiv (9 de febrero de 1939)
- Teniente general (4 de junio de 1940)
- Coronel general (29 de junio de 1944)
- General del ejército (11 de marzo de 1955).[24]

## Condecoraciones
Unión Soviética
|  | Héroe de la Unión Soviética, dos veces                                                          |
|  | Orden de Lenin, siete veces                                                                     |
|  | Orden de la Revolución de Octubre                                                               |
|  | Orden de la Bandera Roja, tres veces                                                            |
|  | Orden de Suvórov de 1.er grado, tres veces                                                      |
|  | Orden de Kutúzov de 1.er grado                                                                  |
|  | Orden de Bohdán Jmelnitski de 1.er grado                                                        |
|  | Orden de la Guerra Patria de 1.er grado                                                         |
|  | Orden del Servicio a la Patria en las Fuerzas Armadas de la URSS de 3.er grado                  |
|  | Orden de la Insignia de Honor                                                                   |
|  | Medalla Conmemorativa por el Centenario del Natalicio de Lenin «Al valor militar»               |
|  | Medalla por la Defensa de Stalingrado (1942)                                                    |
|  | Medalla por la Victoria sobre Alemania en la Gran Guerra Patria 1941-1945 (1945)                |
|  | Medalla Conmemorativa del 20.º Aniversario de la Victoria en la Gran Guerra Patria de 1941-1945 |
|  | Medalla Conmemorativa del 30.º Aniversario de la Victoria en la Gran Guerra Patria de 1941-1945 |
|  | Medalla Conmemorativa del 40.º Aniversario de la Victoria en la Gran Guerra Patria de 1941-1945 |
|  | Medalla por la Liberación de Varsovia                                                           |
|  | Medalla de veterano de las Fuerzas Armadas de la URSS                                           |
|  | Medalla del 20.º Aniversario del Ejército Rojo de Obreros y Campesinos                          |
|  | Medalla del 30.º Aniversario de las Fuerzas Armadas de la URSS                                  |
|  | Medalla del 40.º Aniversario de las Fuerzas Armadas de la URSS                                  |
|  | Medalla del 50.º Aniversario de las Fuerzas Armadas de la URSS                                  |
|  | Medalla del 60.º Aniversario de las Fuerzas Armadas de la URSS                                  |

Imperio ruso
|  | Cruz de San Jorge, cuatro veces |

Otros países
- Orden Polonia Restituta (Polonia)
- Orden Virtuti Militari (Polonia)

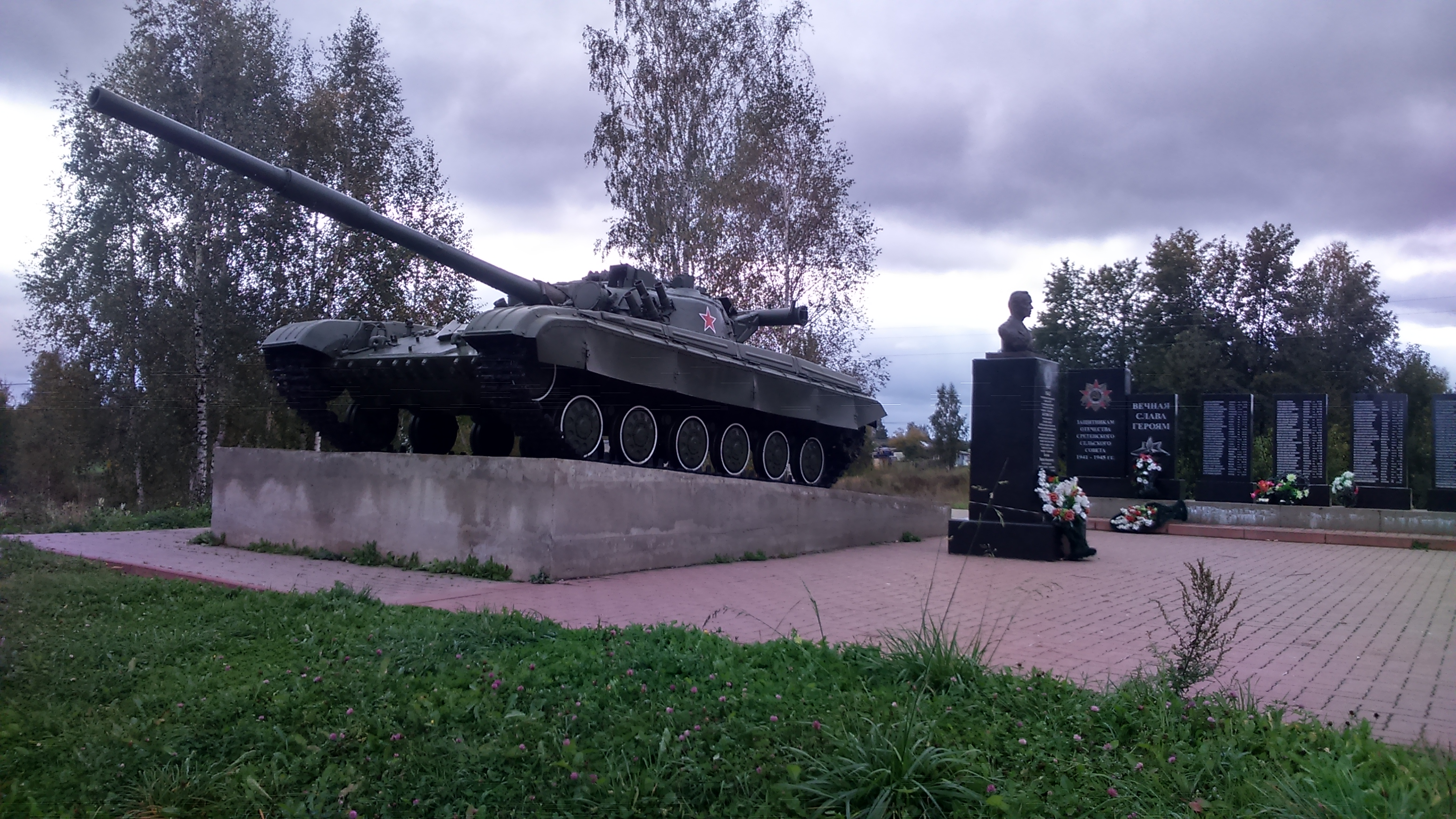
Monumento a Pável Bátov en Sretenye, en el raión de Rýbinsk.

- Orden de la Cruz de Grunwald (Polonia)
- Medalla por Varsovia 1939-1945 (Polonia)
- Medalla por el Oder, Neisse y el Báltico (Polonia)
- Medalla de la Victoria y la Libertad 1945 (Polonia)
- Orden del Imperio Británico (Reino Unido)
- Medalla de la Amistad Chino-Soviética (China)
- Orden de la República Popular de Bulgaria (Bulgaria)
- Orden de Süjbaatar (Mongolia)
- Orden de la Bandera Roja (Mongolia)
- Orden de Tudor Vladimirescu de 1.er grado (Rumania)
- Orden Patriótica del Mérito de 1.er grado (Alemania Oriental)